# Голодний протест
Голо́дний проте́ст, або голоді́вка, голодо́вка — це метод ненасильницького спротиву або тиску, в якому учасник (учасники) відмовляється від їжі на знак політичного протесту, та/або намагаючись привернути увагу суспільства, з метою досягнення якоїсь цілі, наприклад змін у політиці, законодавстві, або прийняття певних рішень.

## Історична довідка
Голодування використовувалось як протест проти несправедливості ще в дохристиянській Ірландії, де було відоме як Troscadh або Cealachan. Таким чином робітник привертав увагу до несправедливості, яку вчинив щодо нього пан, і у такий спосіб міг викликати в пана сором і змусити до прийняття рішення на свою користь. Така тактика існувала як повноцінна частина правової системи. Можливо, і скоріше за все, ця традиція походить з ще більш давньої індоєвропейської, частиною якої є ірландці. Існують легенди, за якими Святий Паттрік також використовував голодний протест.
В Індії, перша письмова згадка про голод як форму протесту з'являється в Рамаяні (Друга книга Рамаяни, в Сарга (секції) 103), що відповідає десь 400—750 р. до нашої ери. Бхарата намагається змусити Раму повернутися щоб управляти королівством, але той відмовляється. Тоді Бхарата використовує голодування як останній аргумент і досить швидко добивається поставленної мети. Ця практика описується як практика Брахманів. Практика голодування, коли протестант голодує на порозі будинку винної сторони, (наприклад боржника) з метою публічного заклику до справедливості офіційно існувала в Індії до 1861 року.

## Наслідки голодного протесту для здоров'я
Більшість голодних протестів проводиться на воді, проте бувають і сухі (безводні) голодування. Протягом перших трьох днів голодування, організм все ще використовує енергію глюкози, після чого переходить на використання жирових клітин — цей процес має назву кетоз. Далі, для забезпечення життєдіяльності організму в хід йдуть м'язи, тканини внутрішніх органів, кістний мозок, а через три тижні зміни в організмі починають ставати такими, що можуть загрожувати життю. Є приклади людей, які померли під час голодування між 52-м та 74-м днем. На сухому голодуванні, все відбувається набагато швидше, строки та наслідки залежать від віку, стану здоров'я та інших факторів, і наведені цифри можна вважати умовними.

## Відомі історичні приклади

### Ганді та Бхарат Сінгх

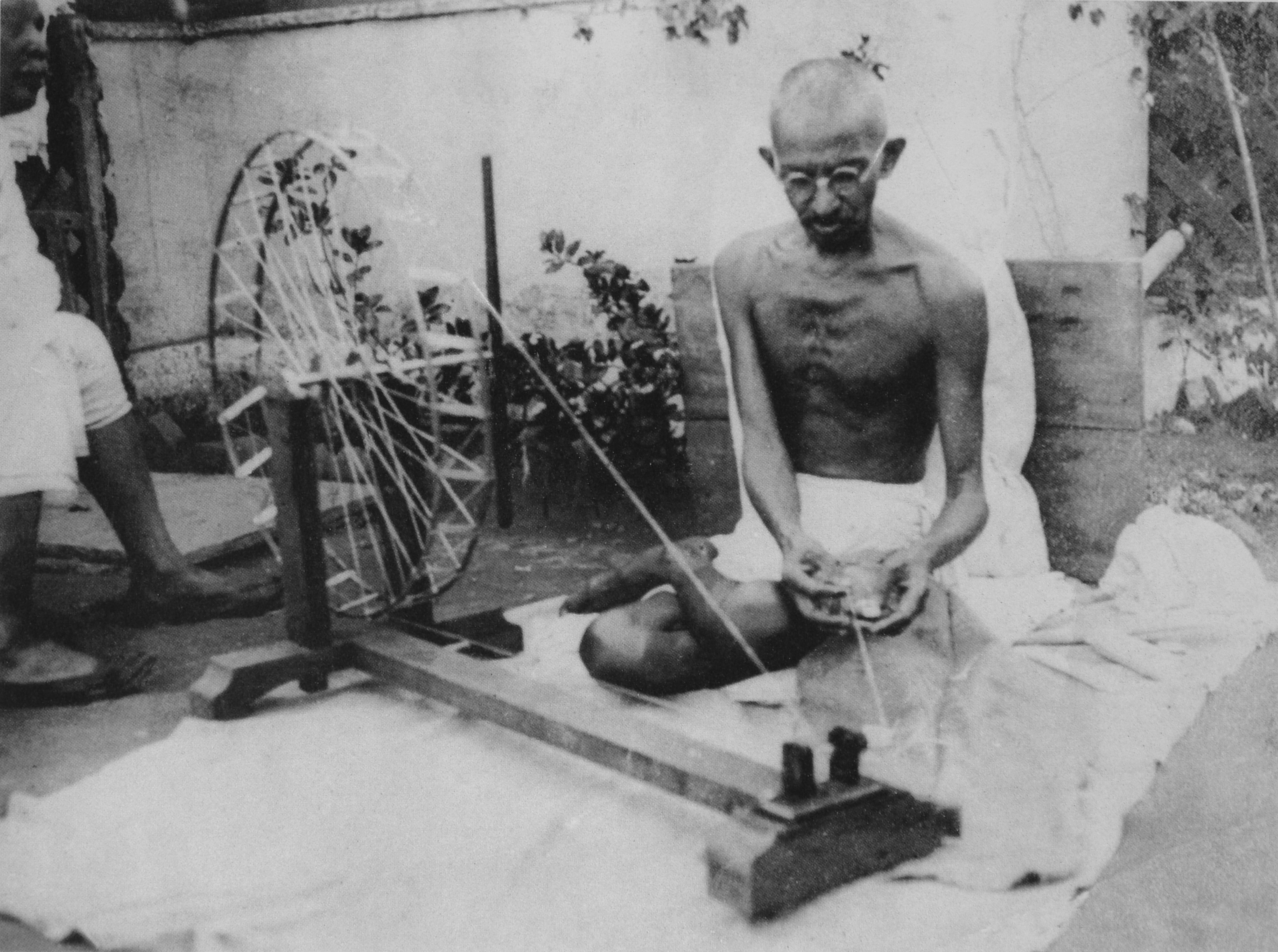

У 20-му сторіччі, Махатма Ґанді, всесвітньо відомий індійський філософ, мислитель, державний і політичний діяч, один з ідеологів національно-визвольного руху Індії, що сформулював філософію ненасилля, яка вплинула на національні та міжнародні рухи прихильників мирних змін, брав участь у декількох голодуваннях на знак протесту проти британського панування в Індії. Після розділу країни почалися масові конфлікти між індусами та мусульманами. 13 січня 1948 року Ґанді з вимогою припинити кровопролиття, В результаті, завдяки закликам та зусиллям лідерів обох релігійних громад, насильство вдалося вгамувати. Окрім Ганді, декілька інших активістів використовували голодування під час здобуття Індією незалежності.
Джатіндранат Дас, який помер у в'язниці на 63-й день голодування, та Бхагат Сінгх, який припинив голодування на 116-й день, через те, що британці нарешті виконали його вимоги, чим здобув величезну популярність серед простого населення Індії, за межами Пенджаба, де був відомий до цього.
Борець за свободу, Потті Шрірамулу, індійський революціонер, помер на 58-й день голодування у 1952 році намагаючись здобути право на виокремлення в окремий штат відомий як Андхра, вже після того, як Індія здобула незалежність. В Андхра він шанується як Amarajeevi (безсмертний). Цей вчинок сприяв лінгвістичній реорганізації держави. Як істинний послідовник Махатми Ганді, протягом більшої частини свого життя він відстоював принципи істини, ненасильства і патріотизму. Він розпочав рух Хариджан, який повинен був покласти край традиції відчуження, і закласти основи поваги та гуманного поводження до тих, кого традиційно називають «недоторканні» в індійському суспільстві.

### Британські та американські суфражистки
Наприкінці XIX — початку XX сторіччя в Британії виник рух суфражисток — відомий рух за надання жінкам однакових з чоловіками виборчих прав. Суфражистки часто використовували голодування під час перебування у в'язницях. Маріон Данлоп стала першою у 1909 році. Владі довелося її звільнити, щоб через ймовірну смерть унеможливити створення образу «мучениці». Інші ув'язнені суфражистки вирішили наслідувати її приклад, але тюремники використали примусове годування, яке суфражистки назвали тортурами. Сестра Еммелін Панкгерст Мері Кларк померла, незабаром після примусового годування, а інші, як заведено вважати, мали серйозні наслідки для здоров'я. 1913 року політика щодо голодувальників була змінена. III Акт про тимчасове звільнення ув'язнених через стан здоров'я (який в народі отримав назву «Акт кота й миші») змінив політику щодо в'язнів. Голодні протести дозволили, ув'язнених звільняли, якщо вони ставали хворими, але одразу після відновлення, повертали назад у в'язницю, до закінчення строку.
Як і британські, американські суфражистки, теж використовували цей метод протесту. За кілька років до прийняття 19-ї Поправки до Конституції Сполучених Штатів (надала американським жінкам безумовне право голосу на території усієї федерації), група американських суфражисток на чолі з Еліс Пол, перебуваючи у місцях позбавлення волі вчинила голодування після чого їх піддали примусовому годуванню.

### Ірландські республіканці
Показовим з історичної точки зору є період з 1917 року та протягом Англо-Ірландської війни у 1920-х коли голодування використовувалася Ірландськими республіканцями. З першими такими протестами британці боролися примусовим годуванням, наслідком чого, наприклад, стала смерть Томаса Еша у в'язниці Маунтджой у 1917 році.
Протягом 94 днів, з 11 серпня по 12 листопада 1920 року, Джон і Пітер Кроулі, Томас Донован, Майкл Берк, Майкл Рейлі, Крістофер Аптон, Джон Пауер, Джозеф Кенні і Шоном Геннессі голодували у буцегарні міста Корк, вимагаючи поновлення політичного статусу і випуску з неволі.
У жовтні 1920 року Теренс Максуіні, мер міста Корк, помер у в'язниці Брикстон після голодного протесту як і два інших члени ІРА (Ірландської Республіканської Армії) — Джо Мерфі і Майкл Фітцджеральд.
Взимку 1923 року, 150 в'язнів республіканців вчинили голодний страйк спричинений нелюдськими умовами перебування у в'язниці.
Після закінчення Ірландської Громадянської Війни у жовтні 1923 року близько 8000 ув'язнених оголосили голодування на знак протесту проти утримання під вартою з боку Ірландської Вільної Держави. Двоє чоловіків, Денні Баррі і Ендрю О'Салліван, померли під час страйку, після чого голодування було скасоване, щоб не допустити більше смертей. Згодом, Вільна Держава звільнила ув'язнених жінок, більшість чоловіків-республіканців не були звільнені до наступного року.
В 1940-х роках під час Уряду де Валера, партія Фіанна Файл, померли три голодуючих — Шон МакКоті, Тоні Д'Арсі і Шон (Джек) МакНіл. Сотні інших проводили короткострокові голодування, але уряд не звертав на це увагу.
На початку 70-х років про тактику голодного протесту згадали знов, коли декілька республіканців, успішно використали голодування для звільнення з в'язниці без пред'явлення звинувачень. У 1974 році Майкл Коган помер у британській в'язниці після примусового годування. Френк Стагг, член ІРА, помер після 62-денного голодування, яке він розпочав як компанію для репатріації в Ірландію у 1976-му.

#### Голодний протест в Ірландії 1981 року
Основна стаття: Ірландське голодування 1981 року
У 1980-му, сім членів Тимчасової Ірландської Республіканської Армії ув'язнені у в'язниці Мейз, почали голодування на знак протесту проти скасування урядом Британії надання спеціального статусу військовополоненим з Північної Ірландії. Голодування було припинене коли влада, здавалося, готова була поступитися і виконати вимоги. Проте, згодом уряд відмовився від своїх обіцянок, чим спровокував новий страйк наступного року. Цього разу в'язні змінили тактику. Замість одночасного вони розпочали голодування один за одним, для того щоб привернути максимальну увагу до долі кожного з них. Боббі Сендс був першим з 10-ти померлих під час голодування. Загалом, ув'язнені голодували протягом 46—73 днів, вживаючи воду і сіль. Їх смерть спричинила масові демонстрації, і Уряд вимушений був піти на часткові поступки протестантам. Голодування було припинене. Цей випадок дав величезний пропагандистський поштовх деморалізованій на той час ІРА.

### Кубинські дисиденти
Див. також: Права людини на Кубі та Цензура на Кубі
3 квітня 1972 року Педро Луїс Боїтель, поет та кубинський дисидент, оголосив голодування на знак протесту проти нелюдських умов існування у в'язниці. Він помер після 53 днів голодування, 25 травня 1972 року.
23 лютого 2010 року Орландо Сапата Тамайо, кубинський дисидент, арештований у 2003 році, помер у лікарні під час голодування яке тримав 83 дні (інші джерела наводять цифру 85 днів) у в'язниці «Кіло 8». Його протест був викликаний насильством з боку охоронців та жахливими умовами існування у в'язниці. Останні 18-ть днів голодування були сухими, без води, адже адміністрація в'язниці заборонила її давати що призвело до відмови нирок і, в результаті, смерті. Він був одним з 55-ти «в'язнів сумління» на Кубі, які були під опікою Amnesty International.
Гільєрмо Фаріньяс, на знак протесту проти смерті Орландо Сапата Тамайо та вимагаючи звільнення політв'язнів на Кубі оголосив 23-тє у своєму житті голодування яке тримав з 25 лютого до 8 червня 2010 року. Результатом стало звільнення 52 політв'язнів та надання їм права залишити країну. Ще одне семимісячне голодування він оголосив протестуючи проти надмірної інтернет — цензури на Кубі. Він закінчив голодування восени 2006 року, з величезними проблемами для здоров'я, але при свідомості. Репортери Без Кордонів присудили йому приз «Кібер — свобода» того ж року.

### Голодування в СРСР

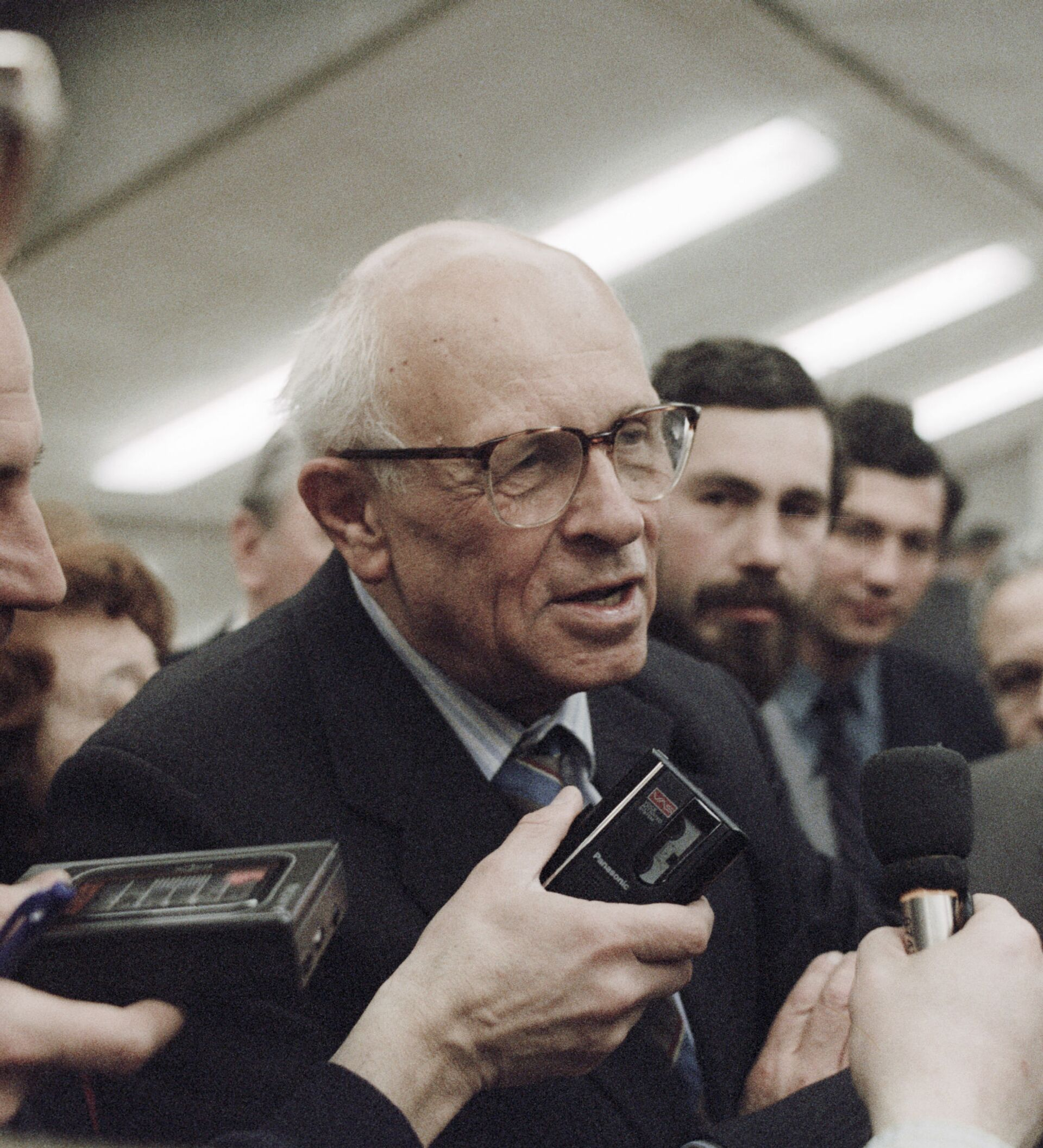
Андрій Дмитрович Сахаров

Один з найвідоміших прикладів використання голодування як форми протесту, пов'язаний з всесвітньо відомою людиною, громадським діячем і правозахисником, лауреатом Нобелівської премії миру за 1975 рік, фізиком-теоретиком, академіком АН СРСР, одним з творців водневої бомби — Андрієм Дмитровичем Сахаровим.
За свою правозахисну діяльність він був позбавлений всіх радянських нагород і премій. 22 січня 1980 року він був висланий з дружиною Оленою Бонер з Москви до міста Горький, яке у той час було закрите для відвідування іноземцями. У Горькому Сахаров провів три тривалих голодування. У 1981 році він, разом з Оленою Боннер, витримує перше, сімнадцятиденне голодування, за право виїзду Лізи Алексєєвої (невістки Сахарова) до чоловіка за кордон . У травні 1984 року Сахаров провів другу голодівку (26 днів), в знак протесту проти кримінального переслідування дружини О. Боннер. У квітні-жовтні 1985 року — третю (178 днів), за право О. Боннер виїхати за кордон для операції на серці.
Протягом цього часу Сахарова неодноразово госпіталізували (перший раз — насильно, на шостий день голодування. Після його заяви про припинення голодування (11 липня) він був виписаний з лікарні, але після його відновлення (25 липня) через два дні був знову насильно госпіталізований до лікарні де його примусово годували (намагалися годувати, іноді це вдавалося). В результаті голодувань О. Боннер змогла виїхати.
Наприкінці 1986 року Михайло Горбачов дозволив Сахарову повернутися із заслання в Москву, що було розцінено у світі як важлива віха в справі припинення боротьби з інакомисленням в СРСР.
Ще один радянський дисидент — Анатолій Марченко — письменник, радянський політв'язень. 4 серпня 1986 року Анатолій Марченко оголосив голодування з вимогою звільнити всіх політв'язнів в СРСР. З 12 вересня 1986 року його кожен день, крім неділі, насильно годували, через що Марченко звертався з листом до Генерального прокурора СРСР, звинувачуючи медичних працівників в'язниці в застосуванні тортур. Голодний протест тривав 117 днів. Через кілька днів після виходу з голодування Марченко відчув себе погано і був з в'язниці спрямований в місцеву лікарню. 8 грудня 1986 року Анатолій Марченко помер. Це спричинило широкий резонанс у дисидентському середовищі СРСР і в зарубіжній пресі. За однією з версій, його смерть і реакція на неї підштовхнули Михайла Горбачова почати процес звільнення ув'язнених, засуджених за «політичними» статтями.

### Голодування в Російській Федерації. Надія Савченко.
Надія Савченко — українська військова, штурман-оператор вертольота Мі-24, старший лейтенант, Герой України (2015), Народний депутат України 8-го скликання, делегат Парламентської асамблеї Ради Європи. На початку липня 2014 р. опинилася на території Російської Федерації. Її звинуватили у вбивстві російських журналістів та незаконному перетинанні кордону РФ, хоча перед тим її було захоплено та ув'язнено проросійськими сепаратистами, активну співпрацю з якими офіційна влада Російської Федерації не визнає.
Рішенням ПЦ «Меморіал» Надія Савченко офіційно визнана політичним в'язнем. З кінця 2014 року вона оголосила безстрокове голодування. На 22 січня ЗМІ повідомляли про 41 день голодування. 4 березня 2016 року Савченко оголосила сухе голодування, але 10 березня припинила його під впливом прохання Петра Порошенка та всіх хто її підтримував, (лист Порошенка згодом виявився підробкою). У своєму зверненні до українців Савченко написала: «Я почула ваш біль, люди, і я до вироку зміню сухий голод на голод на воді». Вона також заявила, що «Суд дослухався до моїх вимог і взяв на винесення вироку тиждень (сім робочих днів). Це ще одна наша перемога в цьому бою».
22 березня 2016 р о 15:40 суд засудив Надію Савченко до 22 років ув'язнення та 30 000 російських рублів штрафу за незаконний перетин кордону.
Останнє голодування Савченко почала 6 квітня 2016 року, з вимогою розпочати її повернення до України, та зупинила через звернення Петра Порошенка: «Разом з мамою Надії Савченко Марією Іванівною і сестрою Вірою попросив Надю припинити голодування. Дякую, що погодилася», — написав Президент.
Адвокат Надії Микола Полозков заявив що екстрадиція відбудеться не раніше кінця літа. Але 24 травня 2016, Надія Савченко повернулася до України, в рамках обміну військовополонених. Її обміняли на затриманих в Україні російських ГРУшників — Євгена Єрофєєва та Олександра Александрова.

## Законодавство щодо голодувальників
У Статті 6 Всесвітньої медичної асоціації декларації Токіо 1975 року говориться, що лікарі не мають права примусово годувати голодувальників. Вони повинні розуміти, та поважати побажання ув'язненого, також рекомендоване отримання додаткової незалежної думки, щодо спроможності в'язня, оцінювати наслідки свого рішення.
Всесвітня медична асоціація (ВМА) пізніше переглянула й оновила цю декларацію. Серед багатьох змін, недвозначно говориться, що годування силою є формою тортур і таким, що принижує гідність (стаття 21).
У РФ ув'язненого будуть примусово виводити з голоду у разі, якщо стан його здоров'я є загрозливим для життя, оскільки це передбачено чинним Кримінальним виконавчим кодексом РФ. Кримінальний виконавчий кодекс Росії не дає права людині, котра оголосила голодування, померти.
Колишній дисидент і голова правління Української Гельсінської спілки з прав людини Євген Захаров розповів що: «Примусове годування у тюрмах і СІЗО збереглося як метод ще з часів СРСР. Якщо раніше зонд вводився у стравохід, куди заливали спеціальні поживні суміші, то зараз зонд вставляють у ніс». Рішення за справою ЄСПЛ 2005 року «Невмержицький проти України» змінило методи примусового годування і Європейський суд з прав людини визнав годування через стравохід катуванням. Громадянин Євген Невмержицький скаржився на пенітенціарні органи України. Після примусового годування через стравохід у нього виявили алергійний дерматит і зараження мікробною екземою.
В Україні загалом практики таких годувань вже немає, завжди знаходиться якийсь компроміс, після якого ув'язнені припиняють голодування.